# SINGLES 2004-2009
『SINGLES 2004-2009』（シングルス 2004-2009）は、フジファブリックのベストアルバム。2010年6月30日にリリース。

## 概要
- フジファブリック初のベストアルバムであり、最初で最後のコンプリート・シングルコレクション。これまで発表した全シングルA面曲を完全網羅している。曲順はシングルの発売順に収録されている。
- 全曲リマスタリングが施されている。
- 初回生産限定盤・期間限定盤・通常盤の3形態で発売。初回盤はDVD「FAB CLIPS」以降に発表されたPV5曲に、これまで未商品化だった「花屋の娘」のPVを追加した全6曲＋メイキング＋TV SPOTを収録したDVD「FAB CLIPS 2」が付く。また、CD-EXTRA仕様として、スクリーンセーバーが収録される。期間限定盤はスペシャル・プライスで1999円となる（2010年8月末まで）。
- DVD2枚+CD3枚の計5枚組完全生産限定BOX『FAB BOX』と同時発売。

## 収録曲
1. 桜の季節 (5:11)
1stシングル。シングルバージョンはアルバム初収録。
2. 陽炎 (4:56)
2ndシングル
3. 赤黄色の金木犀 (3:58)
3rdシングル
4. 銀河 (5:04)
4thシングル。シングルバージョンはアルバム初収録。
5. 虹 (4:45)
5thシングル
6. 茜色の夕日 (5:41)
6thシングル
7. 蒼い鳥 (6:43)
7thシングル。アルバム初収録。
8. Surfer King (4:30)
8thシングル
9. パッション・フルーツ (4:17)
9thシングル
10. 若者のすべて (4:56)
10thシングル
11. Sugar!! (4:11)
11thシングル

全作詞・作曲：志村正彦　編曲：フジファブリック
「Sugar!!」(#11)（編曲：フジファブリック・亀田誠治）

### DVD「FAB CLIPS 2」
- PV

1. Surfer King
2. パッション・フルーツ
3. 若者のすべて
4. Sugar!!
5. Anthem
6. 花屋の娘

- MAKING

1. Surfer King
2. パッション・フルーツ
3. 若者のすべて
4. Sugar!!
5. Anthem

- TV SPOT

1. Surfer King
2. パッション・フルーツ
3. 若者のすべて
4. TEENAGER
5. Sugar!!
6. CHRONICLE

1. Surfer King [60 TYPE SPECIAL EDITION]
「Surfer King」発売時に制作した60本のTV SPOTを一挙収録。
メンバーが出ている映像もある。